# لغات أستراليا
على الرغم من عدم وجود لغة رسمية في أستراليا، إلا أن اللغة الإنجليزية قد ترسخت كلغة وطنية بحكم الواقع منذ الاستيطان الأوروبي. واللغة الإنجليزية الأسترالية هي لهجة ذات النطق والمفردات المميزين،  وتختلف قليلاً عن الأنواع الأخرى من اللغة الإنجليزية في القواعد والتهجئة.
وفقًا لتعداد عام 2016، اللغة الإنجليزية هي اللغة الوحيدة المستخدمة في المنزل لما يقرب من 73٪ من السكان. اللغات التالية الأكثر شيوعًا التي يتم التحدث بها في المنزل هي: الماندرين (2.5٪)، العربية (1.4٪)، الكانتونية (1.2٪)، الفيتنامية (1.2٪)، الإيطالية (1.2٪)، اليونانية (1.0٪)، الهندية (0.7٪)، الإسبانية (0.6٪)، البنجابية (0.6٪).
ونسبة كبيرة من المهاجرين من الجيلين الأول والثاني ثنائي اللغة.
يُعتقد أن أكثر من 250 لغة أسترالية أصلية كانت موجودة في وقت أول اتصال أوروبي، ولا يزال أقل من 20 منها قيد الاستخدام اليومي من قبل جميع الفئات العمرية. حوالي 110 آخرين يتحدثون بها كبار السن فقط. في وقت تعداد عام 2006، أفاد 52000 من السكان الأصليين الأستراليين، يمثلون 12 ٪ من السكان الأصليين، أنهم يتحدثون إحدى لغات السكان الأصليين في المنزل. أستراليا أيضا موطن للعديد من لغات الإشارة، وتُعرف أكثرها انتشارًا باسم Auslan ، وهي اللغة الرئيسية لحوالي 5500 شخص. تشمل لغات الإشارة الأخرى اللغات الأصلية اليدوية المتنوعة مثل Eltye eltyarrenke و Rdaka-rdaka و Yolŋu Sign Language . هناك أيضًا لغة منحدرة من لغة الإشارة الأيرلندية تسمى لغة الإشارة الأسترالية الأيرلندية، والتي توقف عن تدريسها عام 1953، وتتحدث بها مجتمعات صغيرة في جميع أنحاء البلاد.

## جميع لغات السكان الأصليين الأسترالية
يُعتقد أنه كان هناك ما يقرب من 400 لغة أسترالية للسكان الأصليين ومضيق توريس في وقت الاتصال الأوروبي الأول. معظم هذه اللغات إما منقرضة أو محتضرة، مع وجود حوالي خمس عشرة لغة فقط لا يزال يتم التحدث بها بين جميع الفئات العمرية للقبائل ذات الصلة. التقرير الوطني للغات الأصلية هو مسح منتظم على مستوى أستراليا لحالة لغات السكان الأصليين ولغات جزر مضيق توريس  أُجري في 2005  و 2014  و 2019. تظل اللغة الأصلية هي اللغة الرئيسية لحوالي 50000 (0.25٪) شخص.

الأشخاص الذين يتحدثون لغات السكان الأصليين الأسترالية المنحدرة كنسبة مئوية من السكان في أستراليا مقسمة جغرافيًا حسب الإحصاء مثل المنطقة المحلية ، اعتبارًا من تعداد 2011

لغات السكان الأصليين وجزيرة مضيق توريس مع معظم المتحدثين اليوم هي Upper Arrernte و Kalaw Lagaw Ya و Tiwi و Walmajarri و Warlpiri ولغة الصحراء الغربية.